# 总理各国事务衙门建筑遗存
39°54′51″N 116°25′17″E / 39.9142969°N 116.4214518°E
總理各國事務衙門建築遺存位于东城区东堂子胡同49号，原为總理各國事務衙門的所在地，现为北京市文物保護單位。

## 历史
此处原为清朝大学士赛尚阿的宅第。《宸垣识略》载：“一等超武公第在东堂子胡同。”《天咫偶闻》载：“总理各国事务衙门在东堂子胡同，故大学士赛尚阿第也。”后来，此处成为铁钱局公所。
1860年《北京条约》签订后，清政府为办理洋务及外交事务而特设总理各国事务衙门。光绪《顺天府志》载：“总理各国事务衙门在堂子胡同北，咸丰十一年十二月奏请设立。初定约时，借宛平县署东之嘉兴寺为办理交涉事务之所，至是就东堂子胡同铁钱局公所改建，额曰‘总理各国事务衙门’。”又载《新设衙门章程十条之二》：“查各衙门分司办事，往往多者数百间，少者亦百余间，方可敷用。房间既多，官役亦因之而增。此次总理衙门义取简易，查东堂子胡同旧有铁钱局公所，分设大堂、满汉司造科房等处，尽足敷用，无庸另构。惟大门尚系住宅旧式，外国人后来接见，若不改成衙门体制，恐不足壮观，且启轻视，拟仅将大门酌加修改，其余则稍加整理，不必重行改修。”
同治年间，在院内设“同文馆”，挑选八旗子弟学习外语，这是中国首所外语学校，称“东所”。1875年，西院被改建为出使各国大臣留住之地，也是各部院大臣接见各国大臣之地，称“西所”。
后来，此处建筑先后成为清朝外务部、中华民国北京政府外交部的所在地。《燕都丛考》载：“光绪之末，改总理各国通商衙门为外务部。民国初建，改称外交部，地址均仍其旧。……近年，外交部移入石大人胡同之迎宾馆办公，而以旧署为总次长官舍。”
中华人民共和国时期，此处建筑由中华人民共和国公安部使用，后成为“公安部人民来访接待室”。

## 建筑
根据1980年代的实测图，当时总理各国事务衙门原有的大多数院落仍然存在。其东部即原“东所”，是“同文馆”的所在，已全部拆除，原地兴建了几座六层住宅楼。
如今，总理各国事务衙门仅剩两个院子比较完整，一西一东，用作公安部人民来访接待室的办公用房。
- 西院：入口处有大门。大门左右分别有倒座房两间和倒座房三间。院内有正房五间，前后廊硬山顶，前出悬山抱厦一间。正房和大门之间，有一条游廊。院西另有厢房五间。[2]
- 东院：与西院相通，临街原有南房一座，现已拆改。院中有正房五间，前后廊硬山顶，东西厢房各三间。院北原还有一进正院和一座后照院，现在其中的建筑均已被改建。[2]